# Guerre des Goths
Sous le titre générique de Guerre des Goths, on regroupe une longue série de conflits qui opposèrent successivement  les Goths, puis leurs différentes branches (Wisigoths et Ostrogoths)  à l’Empire romain entre  la deuxième moitié du IIIe siècle et le VIe siècle.

## Contexte historique

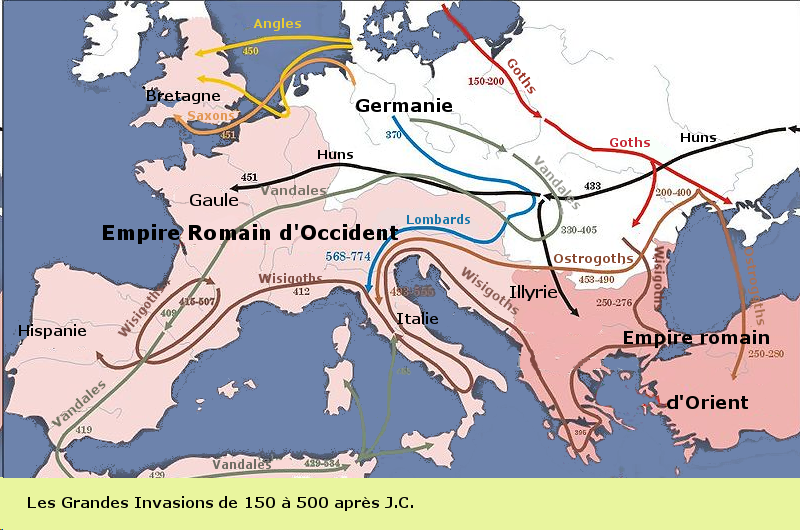
Les grandes invasions de 150 à 500 ap. J.-C.

L’un des premiers livres à traiter de l’origine des Goths est le « Origo Gothica » de Cassiodore (c. 485 – c. 585), écrit à la demande de Théodoric Ier roi des Ostrogoths; un abrégé de ce livre intitulé « Getica » sera rédigé vers 551 par Jordanès, lui-même probablement d’origine goth. L’historien y explique que les Goths seraient originaires du sud de la Scandinavie, proposition qui n’est pas confirmée par les recherches récentes. On croit plutôt  que différentes bandes germaniques se seraient établies au début de notre ère dans le nord de la Pologne (Culture de Wielbark) pour se diriger dans les années qui suivirent vers les rives de la Vistule. Vers l’an 180, elles se déplacèrent vers les bords de la mer Noire où quelque vingt ans plus tard elles constitueront un groupe ethnique identifiable. À partir du IVe siècle, différentes branches se distinguent dont les plus puissantes seront :  les Wisigoths (litt : Goths de l’Ouest, aussi appelés Tervinges) et les Ostrogoths (litt : Goths de l’Est, aussi appelés Greuthinges).
La première incursion au sein de l’Empire romain que l’on puisse attribuer avec quelque certitude aux Goths est le sac d’Histria en 238. Les références à ce peuple, datant du IIIe siècle, leur donnent le nom de « Scythes », nom générique qui, dans l’Antiquité tardive et au Moyen Âge sera donné à différents groupes nomades vivant dans la steppe pontique dont les Huns, les Goths, divers peuples turcs, les Avars de Pannonie et les Khazars. Ce n’est que vers la fin du même siècle qu’apparait le nom de « Goths » (en latin : Gothi),.
Vers 240 des Goths commencèrent à être recrutés dans l’armée romaine lors des guerres avec les Perses pendant lesquelles on les retrouve notamment à la bataille de Misiche en 244 alors que l’empereur Gordien III perdra la vie.

## Guerre des Goths (249 – 253)

Les invasions goths de 250-251.

(Les Goths conduits par Cniva (lien) contre l’Empire romain)
Deux facteurs  ont concouru  au déclenchement de cette guerre. Le premier  et le plus important est la relocalisation incessante depuis le temps de l’empereur Sévère Alexandre (r. 222-235) des villages situés sur la frontière danubienne. En 238, des groupes, appelés du nom générique de Scythes, traversèrent les territoires des Carpes et des Daces pour envahir la Mésie où ils capturèrent et pillèrent la ville d’Istros,. Le second est l’abrogation par l’empereur Philippe l’Arabe (r. 244 – 249) de divers accords conclus pour apaiser l’agressivité des tribus de la région dont le paiement d’un tribut annuel.
Les Goths, sous la conduite de leur roi, Cniva, profitant du gel du Danube, traversèrent le fleuve en 249 ou 250 avec deux armées. La première, forte de 70 000 hommes tenta sans succès de s’emparer de Novae et fut défaite par l’empereur Dèce (r. 249 – 251) lors de la bataille de Nicopolis ad Istrum; poursuivis par ce dernier, ils réussirent toutefois à défaire l’armée romaine lors de la bataille de Béroe. L’empereur dut alors faire retraite jusqu’à Oescus, laissant Cniva ravager la Mésie et se diriger vers Philippopolis de Thrace (aujourd’hui Plovdiv en Bulgarie),. La deuxième armée comptant approximativement 20 000 soldats assiégea Marcianopolis sans succès, après quoi elle se dirigea à son tour vers Philippopolis pour participer au siège. Dèce tenta alors d’aller au secours de la ville assiégée avec une armée renforcée, mais arriva trop tard : après un long siège Cniva réussit à capturer la ville, après quoi il s’allia au gouverneur de Thrace, Titus Julius Priscus, pour se porter au-devant de l’empereur,. Ils affrontèrent celui-ci lors de la bataille d’Abritus (251) au cours de laquelle et l’empereur et son fils, Herennius Etruscus, périrent.

## Guerre des Goths (267 – 269)

Les invasions goths de 267 – 269.

(Goths et Scythes contre l’Empire romain)
Au cours de la crise du troisième siècle, pendant laquelle la survie même de l’empire fut remise en question, de nouveaux raids furent conduits au cours des années 255-257  sur la côte sud-est de la mer Noire mettant en cause un peuple que Zozime appelle « Boranoi ». Une troisième vague, plus importante, en 257 incluait des Goths et visait surtout la Bithynie et la Propontide . En 268  une invasion beaucoup plus importante composée surtout de Goths, mais aussi d’Hérules qui  disposaient d’une flotte partit de la côte nord de la mer Noire et ravagea les territoires côtiers de Thrace et de Macédoine. D’autres forces considérables traversèrent le Danube pour arriver en Mésie. Une invasion majeure de la province de Pannonie était à craindre.
En 268 l’empereur Gallien (r. 253 – 268) remporta quelques victoires initiales tant sur mer que sur terre, mais ce fut son successeur, Claude II (r. 268 – 270), qui remporta la  bataille de Naissus en 268 ou 269, l’une des plus sanglantes de ce siècle et qui lui valut le titre de « le Gothique ». Les envahisseurs laissèrent sur le terrain entre 30 000 et 50 000 soldats.

## Guerre des Goths (367 – 369)

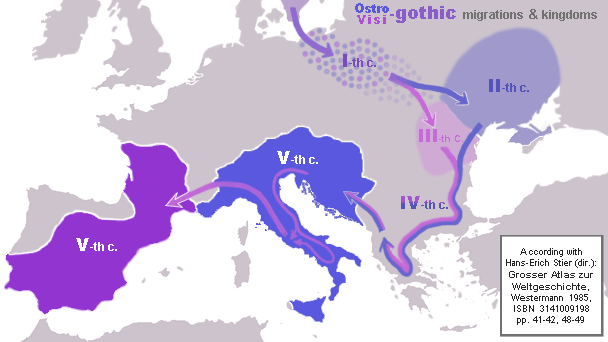
Migrations des Ostrogoths et des Wisigoths du I au V

(Wisigoths  contre l’Empire romain d’Orient)
Depuis qu’ils avaient signé un traité faisant d’eux des « fédérés » de l’Empire romain en 332, les Tervinges  étaient restés en paix sur leur vaste territoire qui s’étendait au nord du Danube, de la mer Noire jusqu’à la Baltique. Pour des raisons inconnues, leur roi, Athanaric (roi des Goths 318-381) décida d’appuyer la révolte de Procope (usurpateur : septembre 365 - mai 366) et lui promit des renforts  , . Une armée goth totalisant quelque 30 000 soldats fut ainsi envoyée, mais arriva trop tard pour aider Procope. Elle en profita toutefois pour envahir la Thrace, pillant fermes et vignobles de la région. Après avoir défait Procope lors de la bataille de Nacoleia, Valens continua vers le nord, encercla les Goths et les força à se rendre. Athanaric protesta, mais encouragé par Valentinien, Valens refusa de s’excuser et la guerre fut déclarée, .
Traversant le Danube au printemps 367, Valens affronta les Tervinges qui s’enfuirent dans les « montes Serrorum », vraisemblablement les Carpathes. Sa vengeance lui échappant, Valens dut retourner chez lui à la fin de l’été. Au printemps suivant, une inondation du Danube empêcha l’empereur de franchir le fleuve; il mit ce contretemps à profit en faisant solidifier les fortifications par ses soldats. Revenant à la charge en 369 il franchit le fleuve, cette fois à Noviodunum, et, après avoir dévasté le territoire, força Athanaric à engager le combat. Athanaric fut vaincu et dut demander la paix. Valens, qui devait également affronter les Perses, fut heureux de saisir l’occasion. Une rencontre fut organisée entre Valens et Athanaric au milieu du Danube et une entente fut conclue qui supprimait les subsides et la liberté de commerce accordés en 332, ainsi que l’obligation de fournir des contingents à l’armée romaine , article que Valens devait regretter par la suite d’avoir abrogé.
En 369, Valens célébra ses quiquennalia et reçut à cette occasion le titre de Gothicus Maximus.

## Guerre des Goths (377 – 382)

La guerre des Goths (376-382).

(Greuthinges et Tervinges contre l’Empire romain d’Orient)
Le traité de 370 avait établi une période de paix entre les Romains et les Tervinges. Or, en 375, les Huns venus d’Asie centrale envahirent les royaumes greuthinge d’Ermanaric et tervinge d’Athanaric; les Tervinges demandèrent alors à s’installer dans l’Empire romain. Valens accepta, mais uniquement pour un groupe conduit par un chef du nom de Fritigern qu’il avait connu alors que ce dernier était aux prises avec Athanaric,. Un nombre considérable de Tervinges, estimé à quelque 200 000 franchirent ainsi légalement la frontière, bientôt suivi d’une foule encore plus considérable de Greutinges eux-mêmes suivis de Huns et d'Alains,. Ce qui devait être un processus d’installation ordonnée se transforma rapidement en une invasion d’envergure. Au début 377, la situation se détériora et face aux exactions du gouverneur, les Tervinges se révoltèrent. Ils furent rejoints par les Greuthinges à qui on avait refusé de franchir la frontière, sous la direction de deux de leurs chefs, Alatheus et Safrax. Le gouverneur Lupicinus mit le feu aux poudres en faisant assassiner deux membres de la garde de ces chefs. Ce fut le signal de la rébellion et les Goths  défirent Lupicinus lors de la bataille de Marcianople. Occupé par sa guerre avec les Perses pour laquelle il avait emmené une grande partie de l’armée en Orient, Valens dut faire appel à son collègue d’Occident, Gratien, qui était lui-même à mettre fin à une rébellion des Lentiens. Valens décida alors de se porter sans attendre à la rencontre des Tervinges avec une troupe d’environ 40 000 soldats,. Les deux camps devaient se rencontrer lors de la célèbre bataille d’Andrinople (378) au cours de laquelle  les deux-tiers de l’armée romaine d’Orient périrent, y compris l’empereur Valens, le « Gothicus Maximus ». Il appartiendra au nouvel empereur, Théodose (r. 379 – 395) de mener une campagne décisive contre les Goths qui dura deux ans et qui se termina en 382 par un traité en fonction duquel les Goths retrouvèrent leur statut de fédérés (fœderati) des Romains en Mésie.

## Guerre des Goths (401 – 413)
On regroupe sous ce titre l'ensemble des invasions menées par Alaric  en  Italie.
Fin 401 ou début 402, Alaric, devenu roi des Wisigoths (r. 395 – 410), décida d’envahir l’Italie après que le gouvernement de Constantinople eût décidé de transférer l’Illyrie, où il faisait fonction de magister militum, à l’Empire romain d’Orient. Ce transfert signifiait qu’Alaric perdait le titre reconnu par l’Empire d’Occident et que son armée, la seule force d’importance restant dans les Balkans ravagés, perdait sa source d’approvisionnement. Pendant six à neuf mois on fit état d’attaques des Goths sur les routes du nord de l’Italie jusqu’à ce que le comes et magister utriusque militiae Stilicon, à qui il avait déjà dû faire face dans les Balkans en 393,, puisse se porter à sa rencontre.
Une première bataille eut lieu entre les deux camps le 6 avril 402 à Pollentia (aujourd’hui Pollenza). Stilicon l’emporta, mais se refusa à  exterminer  les troupes d'Alaric, espérant peut-être en faire des mercenaires. Après une autre défaite à la bataille de Vérone (début de l’été 403), Alaric quitta l'Italie   pour  retourner en Illyrie. À la mort d’Arcadius en 408, Alaric exigea  d’être payé pour cesser la guerre et réclama au Sénat de Rome 2000 kilos d’or ce que Stilicon  fit accepter par le Sénat romain. En même temps, Alaric reçut  le titre de « Maître des Milices des Gaules » dans l’espoir qu’il aide à combattre l’usurpateur Constantin . Toutefois, quelques mois plus tard, l’empereur d’Occident, Honorius, fit tuer Stilicon et bon nombre de ses foederati qui rejoignirent l’armée d’Alaric, lequel n’avait toujours pas reçu la somme promise. En septembre 408, Alaric franchit de nouveau les Alpes et assiégea Rome. Les habitants affamés finiront par accepter de payer un énorme tribut, mais l’empereur Honorius, réfugié à Ravenne, lui refusa un vaste territoire entre le Danube et la Vénétie, ainsi que le titre de commandant en chef de l'armée impériale. Alaric mit une nouvelle fois le siège devant Rome en 409; l’année suivant la ville lui ouvrit ses portes déclenchant ainsi  le célèbre sac de Rome après quoi Alaric quitta la ville en emmenant avec lui Galla Placidia, sœur de l’empereur ,. Avançant vers le sud de l’Italie pour passer dans la province d’Afrique il s’empara de Naples, mais mourut à la fin de l’année. Son beau-frère, Athauf, qui lui succéda repartit  alors vers le nord.

## Guerre des Goths (458)
(Les Wisigoths de Théodoric II contre l’Empire romain d’Occident jusqu’à Majorien)
Théodoric II (r. 453 – 466) était le fils du roi des Wisigoths Théodoric Ier et le petit-fils d’Alaric. Il fut élevé à la cour de Toulouse sous la protection du préfet du prétoire des Gaules et semblait apprécier davantage la culture romaine que son père. Il participa à la bataille des Champs catalauniques en 451 comme chef d'un bataillon goth, allié des Romains.
Élu roi des Goths en 453 avec son frère Frédéric, il confirma son statut de « fédéré  au sein de l’empire » auprès d'Aetius, alors véritable dirigeant de l’empire sous le règne de Valentinien III (r. 425 – 455) ,. À la mort de Valentinien III, il soutint l’usurpateur gallo-romain Avitus et organisa une assemblée de notables gallo-romains à Beaucaire, prenant ainsi ses distances face à Rome.
En fait, pendant ces temps troublés à Rome, Théodoric et son frère Frédéric avaient pris le pouvoir en Novempopulanie  et en Septimanie (Aquitaine d’aujourd’hui avec Narbonne comme capitale), Frédéric s’emparant du royaume des Suèves en Espagne ,. Vers la fin de 458, le nouvel empereur d’Occident, Majorien (r. 457 – 461) décida de reprendre le contrôle de la Septimanie; il battit Théodoric lors de la bataille d’Arelate, forçant les Wisigoths à abandonner la Septimanie et à se retrancher dans l’ouest de l’Aquitaine . Un nouveau traité confirma la perte de l’Espagne et le retour des Goths au statut de fédérés ,, .

## Guerre des Goths (461 -  476)
(Les Wisigoths de Théodoric II et de son successeur Euric contre l’Empire romain d’Occident)
D’origine suève et wisigothe et partant ne pouvant lui-même devenir empereur, Flavius Ricimer (vers 405 – 472) fut promu magister militum praesentalis sous le règne d’Avitus (r. 456 – 457). Il était devenu le véritable maitre de l’empire sous Majorien qu’il n’hésita pas à faire assassiner en 461. Théodoric en profita pour reprendre la Septimanie et envahir à nouveau l’Espagne. Il se rangea alors du côté de Ricimer et du nouvel empereur Libius Severus (r. 461 – 465) contre le magister militum per Gallias de Majorien, Gallias Aegidius,. Son armée fut défaite par Aegidius à Aurelianum, bataille au cours de laquelle périt son frère Frédéric. Théodoric lui-même devait être assassiné en 466 par son frère cadet Euric qui lui succéda sur le trône.
Après son avènement, Euric défit plusieurs autres roitelets wisigoths en une série de guerres civiles qui lui permit d’unifier la nation wisigothe. Profitant des  problèmes et tentatives d’usurpation qui affectèrent l’Empire romain d’Occident pendant cette période, il étendit sa domination sur l’Espagne faisant reculer les Suèves vers le nord-ouest de la péninsule. Au moment de la disparition de l’empire d’Occident en 476, il était pratiquement maitre de l’Aquitaine et de l’Espagne. Et alors que ses prédécesseurs avaient régné en tant que fédérés ou légats de l’empereur romain, Euric fut le premier à affirmer son indépendance absolue, forçant l’empereur Julius Nepos (r. 474-480) à reconnaitre celle-ci en échange du retour de la Provence à l’Empire romain,.

## Guerre des Goths (535 – 554)

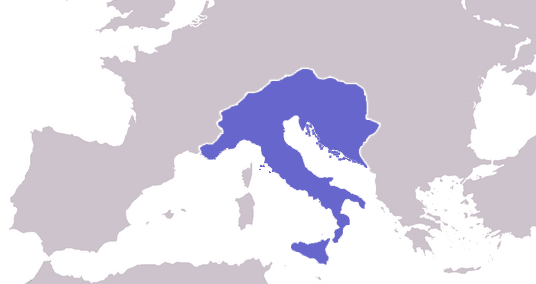
Le royaume ostrogoth à son apogée.

(Les Ostrogoths contre l’Empire romain d’Orient sous Justinien Ier)
Les Ostrogoths remplaceront les Wisigoths en Italie lorsqu’en 488  l'empereur byzantin Zénon envoya leur nouveau roi, Théodoric, destituer Odoacre qui pourtant avait permis en 476 de refaire l’unité géographique de l’empire. Théodoric, fonda un royaume autonome où il exerçait en théorie la souveraineté par pouvoir délégué de l’empereur de Constantinople,.
Bientôt toutefois, Théodoric fit preuve des mêmes tendances autonomistes que son prédécesseur, si bien qu’en 535, Justinien Ier décida « de délivrer la terre romaine de la domination des barbares étrangers et des hérétiques ariens pour rétablir l’empire dans ses anciennes frontières en tant qu’unique Empire romain et chrétien orthodoxe,. Dans un premier temps, Justinien chargea son général Bélisaire de reconquérir l’Afrique du nord,.
Dans un deuxième temps, Justinien envoya Bélisaire reconquérir l’Italie, la Sardaigne, la Sicile et la Corse. Cette entreprise fut beaucoup plus longue et les historiens la divisent généralement en deux phases :
- De 535 à 540, reconquête apparente de l’Italie qui se termine avec la prise de la capitale du royaume ostrogoth, Ravenne, et du roi des Ostrogoths, Vitigès[72];
- De 540/541 à 553, Théodoric ayant quitté l’Italie pour l’Espagne est remplacé par Totila (r. 541 – 542) qui reprend Rome et doit maintenant faire face au général Narsès, envoyé pour remplacer Bélisaire rappelé à Constantinople[73]. La  bataille décisive aura lieu à Taginæ (Gualdo Tadino  en Ombrie) en 552 où Totila est mortellement blessé. En 555, les dernières troupes gothiques capitulent dans la forteresse de Conza, au nord-est de Salerne[74].

En 554, Justinien promulgua la Sanction Pragmatique qui rétablissait l’Italie dans le cadre de l’Empire romain, restituant à l’aristocratie italo-romaine les terres confisquées par les Ostrogoths ainsi que les esclaves et colons rendus libres par ces derniers. Cette constitution ne devait pas rester en vigueur longtemps, les Lombards envahissant l’Italie en 568  conquérant progressivement l’ensemble du territoire  à l’exception de l’exarchat de Ravenne.